# Reuterswärd (efternamn)
Reuterswärd (även stavat Reutersvärd) är ett efternamn, som burits av bland andra:
- Anika Reuterswärd (född 1936), inredningsarkitekt

- Blaise Reuterswärd (född 1961), modefotograf
- Blanche Reuterswärd-Hallström (1918–1953), målare
- Britt Reutersvärd (1917–2001), målare och tecknare

- Carl Reuterswärd, flera personer
  - Carl Reuterswärd (1853–1932), militär
  - Carl Reuterswärd (fysiker) (1914–1989)
  - Carl Reuterswärd (företagsledare) (1874–1947)
  - Carl Reuterswärd (militär) (1909–1997)
  - Carl Axel Reuterswärd (1875–1963), ingenjör
  - Carl Fredrik Reuterswärd (1934–2016), målare, grafiker, skulptör och poet

- Edvard Reuterswärd (1916–1994), jurist och ämbetsman
- Erik Reuterswärd (1917–2002), jurist

- Fritz Reutersvärd (1878–1956), direktör och målare

- Gustaf Reuterswärd (1882–1953), militär, radiochef och tidningsman
- Gösta Reuterswärd, flera personer
  - Gösta Reuterswärd (1887–1963), hovjägmästare och slottsfogde
  - Gösta Reuterswärd (1892–1980), trädgårds- och landskapsarkitekt

- Knut Reuterswärd (1838–1930), militär

- Mary Reuterswärd (1894–1975), företagare och politiker
- Maud Reuterswärd (1920–1980), författare, programledare och producent i radio
- Mikael Reuterswärd (1964–2010), äventyrare och bergsbestigare
- Måns Reuterswärd (född 1932), film- och TV-producent

- Oscar Reutersvärd (1915–2002), målare, tecknare, och skulptör, professor

- Patrik Reuterswärd, flera personer
  - Patric Reuterswärd (1820–1907), hovmarskalk och politiker
  - Patrik Reuterswärd (1885–1963), diplomat
  - Patrik Reutersvärd (1886–1971), målare och grafiker
  - Patrik Reuterswärd (1922–2000), konsthistoriker och översättare
- Pontus Reuterswärd (1871–1949), militär

- Wilhelm Reuterswärd, flera personer
  - Wilhelm Reuterswärd (1837–1899), militär
  - Wilhelm Reuterswärd (1907–1999), militär